# Schloss La Bussière

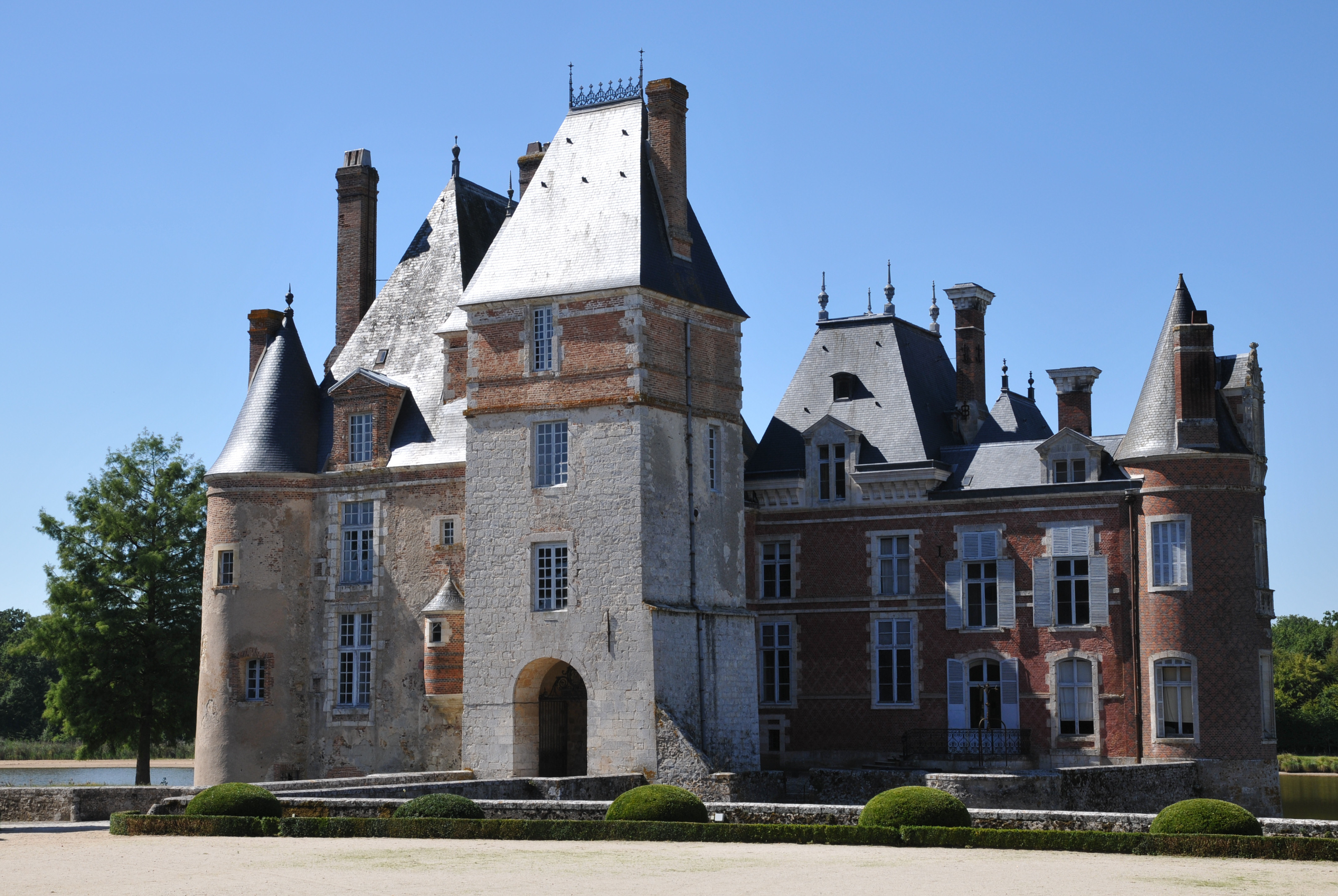
Das Logis des Schlosses La Bussière

Das Schloss La Bussière (französisch Château de La Bussière) ist ein Wasserschloss am Rande der französischen Gemeinde La Bussière in der Region Centre-Val de Loire. Es steht etwa zehn Kilometer nordöstlich von Gien im Südosten des Départements Loiret in der Puisaye. Die Anlage zählt zu den Schlössern der Loire und liegt zugleich an der Route Jacques-Cœur. Einige Teile sind seit November 1993 als Monument historique in die französische Denkmalliste eingeschrieben, nachdem eine erste Unterschutzstellung aus dem Februar 1982 annulliert worden war. Im Mai 1995 wurden weitere Partien des Schlosses, das sich in Privatbesitz befindet, als Monument historique klassifiziert.
Das Anwesen kann von Anfang April bis Ende Oktober entgeltlich besichtigt werden und beherbergt ein Fischereimuseum, weswegen es auch Schloss der Fischer (französisch Château des Pêcheurs) genannt wird. Außerdem finden im Sommer gelegentlich klassische Konzerte im Schlosshof statt, und einige Schlossräume sind für Festlichkeiten oder Seminare mietbar.

## Beschreibung
Die Schlossanlage besteht aus einem Logis, das auf einer nahezu quadratischen Insel in einem rund sechs Hektar messenden Schlossteich steht, und einer östlich davon gelegenen Vorburg. Zugang zum Schlossareal gewährt an dessen Ostseite ein schmiedeeisernes Gittertor zwischen zwei barocken Eingangspavillons (pavillons de conciergerie) aus dem 17. Jahrhundert. Nördlich der beiden Gebäudekomplexe befinden sich die Gartenanlagen des Schlosses. Vervollständigt wird der Besitz durch einen vornehmlich waldbestandenen Schlosspark, von dem ein kleiner Teil als englischer Landschaftsgarten gestaltet ist.

### Architektur

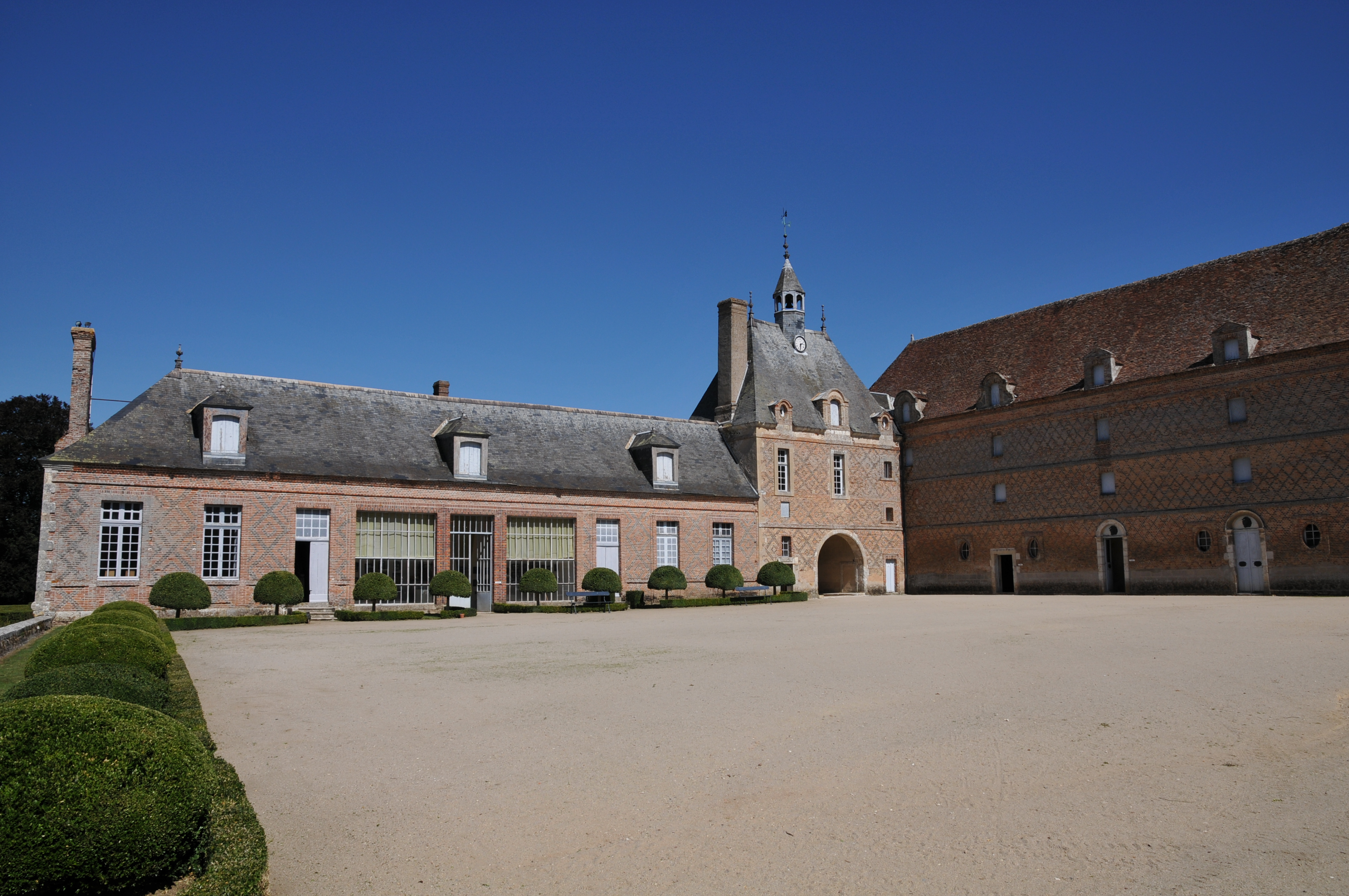
Nord- und Ostflügel der Vorburg mit dem Uhrenpavillon

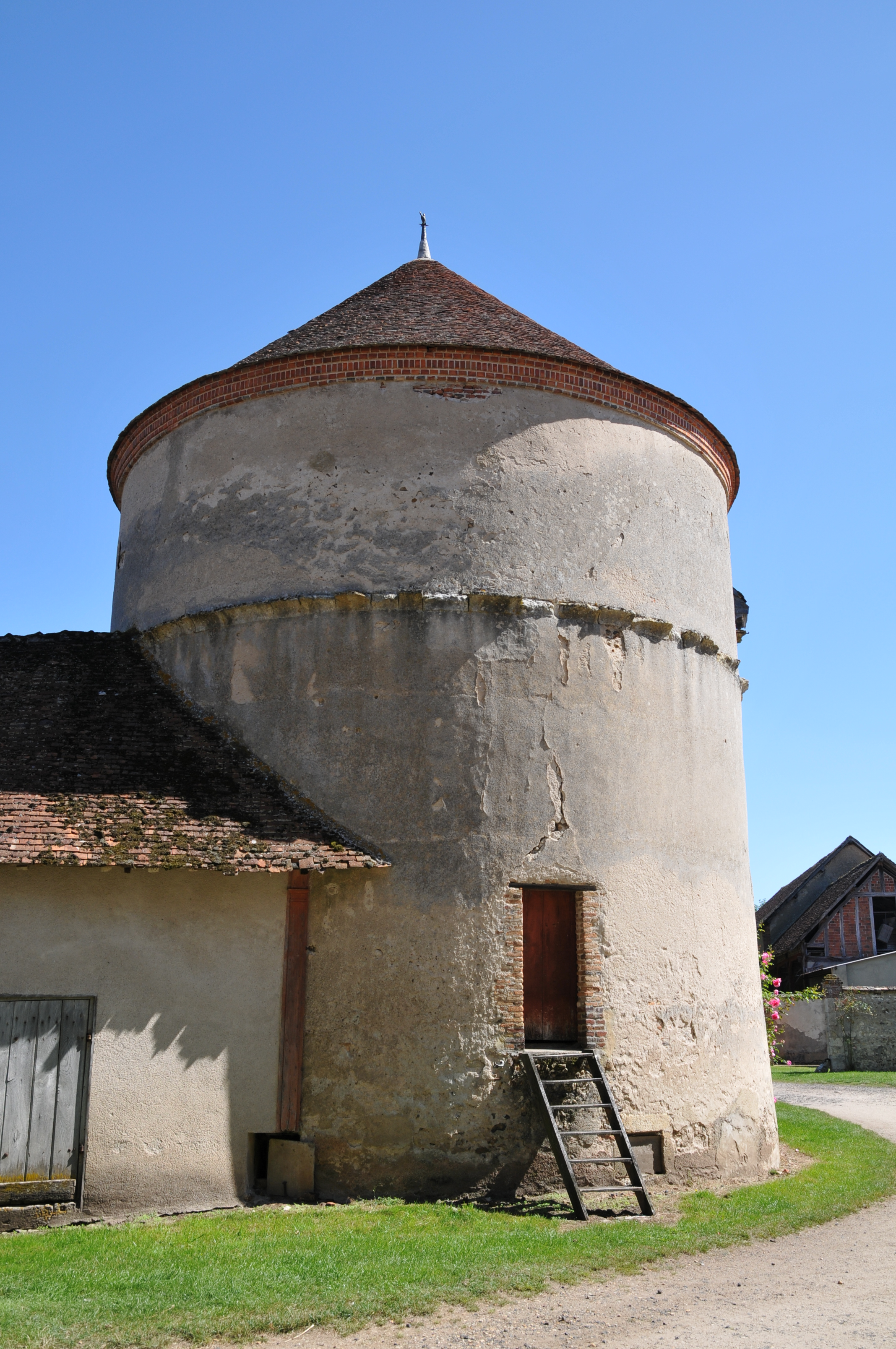
Taubenturm

Das wasserumwehrte Hauptgebäude des Schlosses ist ein zweiflügeliger Bau mit hohen schiefergedeckten Dächern, der mehrheitlich in der Brique-et-Pierre genannten Technik errichtet wurde, das heißt Mauerwerk aus rotem Backstein mit Gewänden aus hellem Haustein besitzt. Dabei weisen die Ziegelmauern ein durch zwei unterschiedliche Steinfärbungen hervorgerufenes rautenförmiges Muster auf und ähneln stark dem nahe gelegenen Schloss Gien. Das Gebäude wurde im 17. Jahrhundert auf dem Kellergeschoss des mittelalterlichen Vorgängerbaus errichtet und übernahm möglicherweise dessen Grundriss. So sind zum Beispiel die vier Ecken der Schlossinsel heute noch durch Rundtürme bzw. Reste davon markiert, und die nördliche, unbebaute Inselseite ist von einer wehrhaften Ringmauer abgeschlossen. An der Ostseite schließt sich dem Logis ein dreigeschossiger Torturm aus der Zeit vor 1550 an. Die Mauern seiner beiden unteren Geschosse sind aus hellen Hausteinquadern errichtet, während das oberste Stockwerk Backsteinmauern besitzt. Das Aussehen des nördlichen Gebäudeteils resultiert aus umfassenden Restaurierungsarbeiten im 19. Jahrhundert.
Die Vorburggebäude sind ein Konglomerat aus mittelalterlichen Teilen und einem hufeisenförmigen Bau im Stil Louis-treize, der aus dem 17. Jahrhundert stammt. Seine Mauern besitzen wie das Logis rautenförmige Muster durch verschiedenfarbige Backsteine. Seit dem 13. Jahrhundert war die Vorburg von einer zweiten Ringmauer mit davorliegendem Wassergraben geschützt, über den eine Zugbrücke zum Eingang führte. Die Gräben wurden zwar im 19. Jahrhundert zugeschüttet, doch Reste der Brückenkonstruktion sind auch heute noch am sogenannten Uhrenpavillon (französisch pavillon de l’Horloge), einem hohen Pavillonturm mit Eingangstor zur Vorburg, sichtbar. Dem Torturm mit Laterne und Wetterfahne schließt sich ein Gebäudeflügel an, in dem sich der ehemalige Gerichtssaal (französisch le tribunal) befindet. Er ist Zeuge einer Zeit, in der die Schlossherren die hohe und niedere Gerichtsbarkeit ausübten. Im Gerichtssaal sind noch Reste einer Wandmalerei in Form eines Kreuzes erhalten, auf das die Zeugen bei Gerichtsverhandlungen schwören mussten. Weitere Wirtschaftsgebäude in der Vorburg sind die ehemalige Zehntscheune, die Pferdeställe, die Orangerie und ein Taubenturm. Letzterer ist ein massiver Rundturm mit flachem Kegeldach, der früher mit einem baugleichen Pendant den Zugang zum Schloss flankierte. In seinem Inneren finden sich 1200 Nisthöhlen.

### Schlosspark und -gärten
Die etwa 65 Hektar große Grünanlage des Schlosses La Bussière wird von einer vier Kilometer langen Mauer eingeschlossen und ist als Jardin remarquable (deutsch: bemerkenswerter Garten) ausgezeichnet. Sie besteht zum Großteil aus Wald, der von einem strahlenförmigen Wegesystem (Jagdstern) durchzogen ist und gegenwärtig gartendenkmalpflegerisch restauriert und aufgeforstet wird. Gemeinsam mit einem Barockgarten wurde der Park im 18. Jahrhundert nach Entwürfen des obersten königlichen Gartenarchitekten André Le Nôtre angelegt. In ihm finden sich zahlreiche alte Bäume, wie beispielsweise eine rund 300 Jahre alte Libanon-Zeder oder eine Blutbuche, die 1910 anlässlich der Gartenwiederherstellung zu Beginn des 20. Jahrhunderts gepflanzt wurde.
Der nahezu rechteckig angelegte, sechs Hektar große Schlossteich besitzt mittelalterliche Wurzeln und diente früher als Fischteich. Er wird durch den Vernisson, einen Nebenfluss des Puiseaux, gespeist.
Seit 1992 lassen die Schlossbesitzer sukzessive den 1,5 Hektar großen Nutzgarten des Anwesens restaurieren und wiederherstellen. Von einer niedrigen, 600 Meter langen Mauer umgeben, stammt er in seiner Grundkonzeption aus dem 18. Jahrhundert und diente ursprünglich zur Versorgung der rund 50 im Schloss lebenden Personen. Die von ihm eingenommene Fläche diente vor seiner Anlage im 17. Jahrhundert als Weingarten der damaligen Schlossbesitzer. Von einer zentralen Allee zweigen kleinere, von Obstbäumen flankierte Wege zu den insgesamt zwölf, teilweise von Buchsbaumhecken umrahmten, Beeten mit alten Gemüsesorten, Heilpflanzen und Küchenkräutern ab. Neben Wintergemüsen und Kürbissen werden im Küchengarten aber auch Schnittblumen und diverse Obstarten kultiviert. Neben Beeren wachsen dort 65 verschiedene Birnensorten und 42 unterschiedliche Sorten Äpfel.

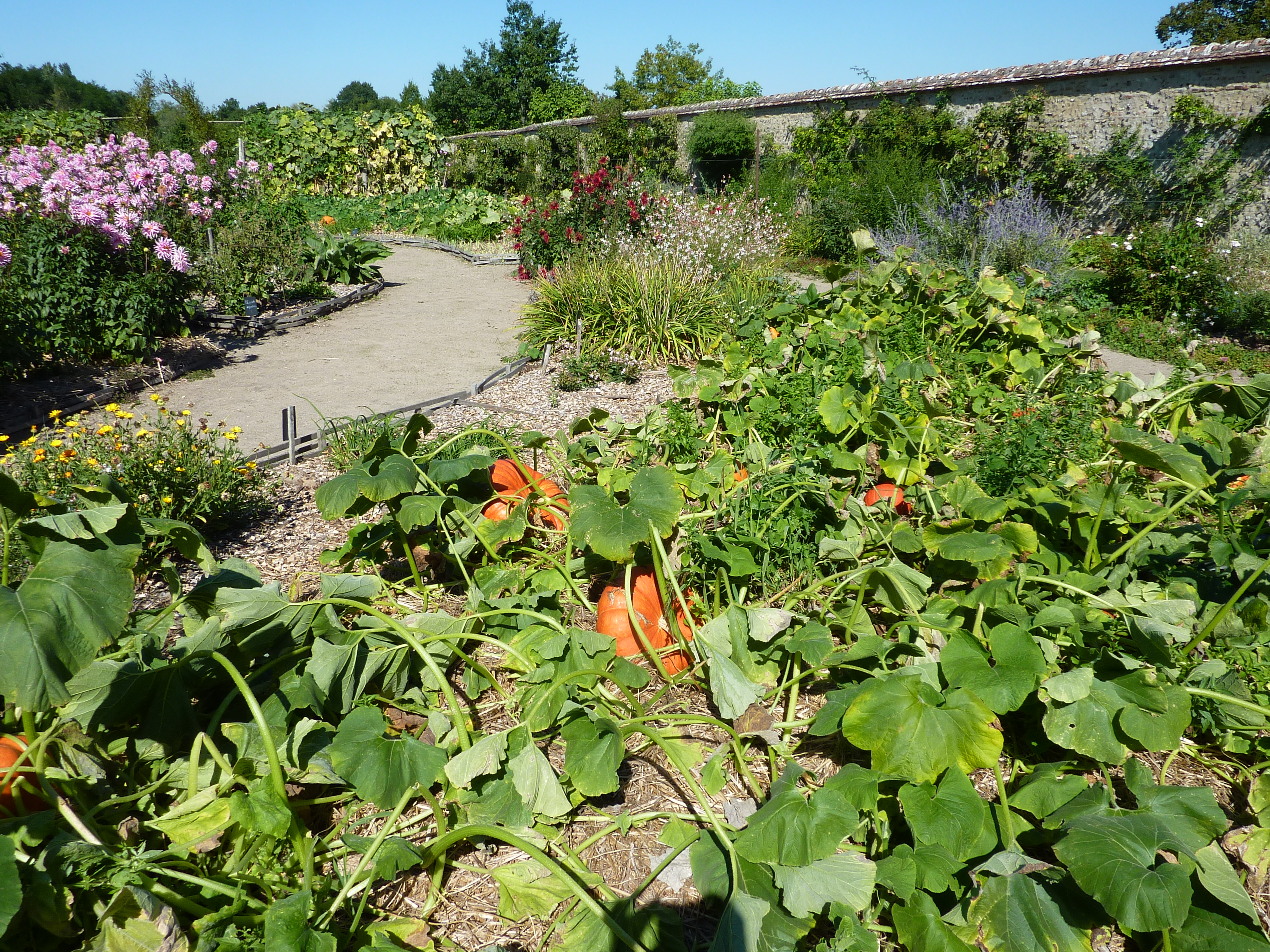
Nutzgarten
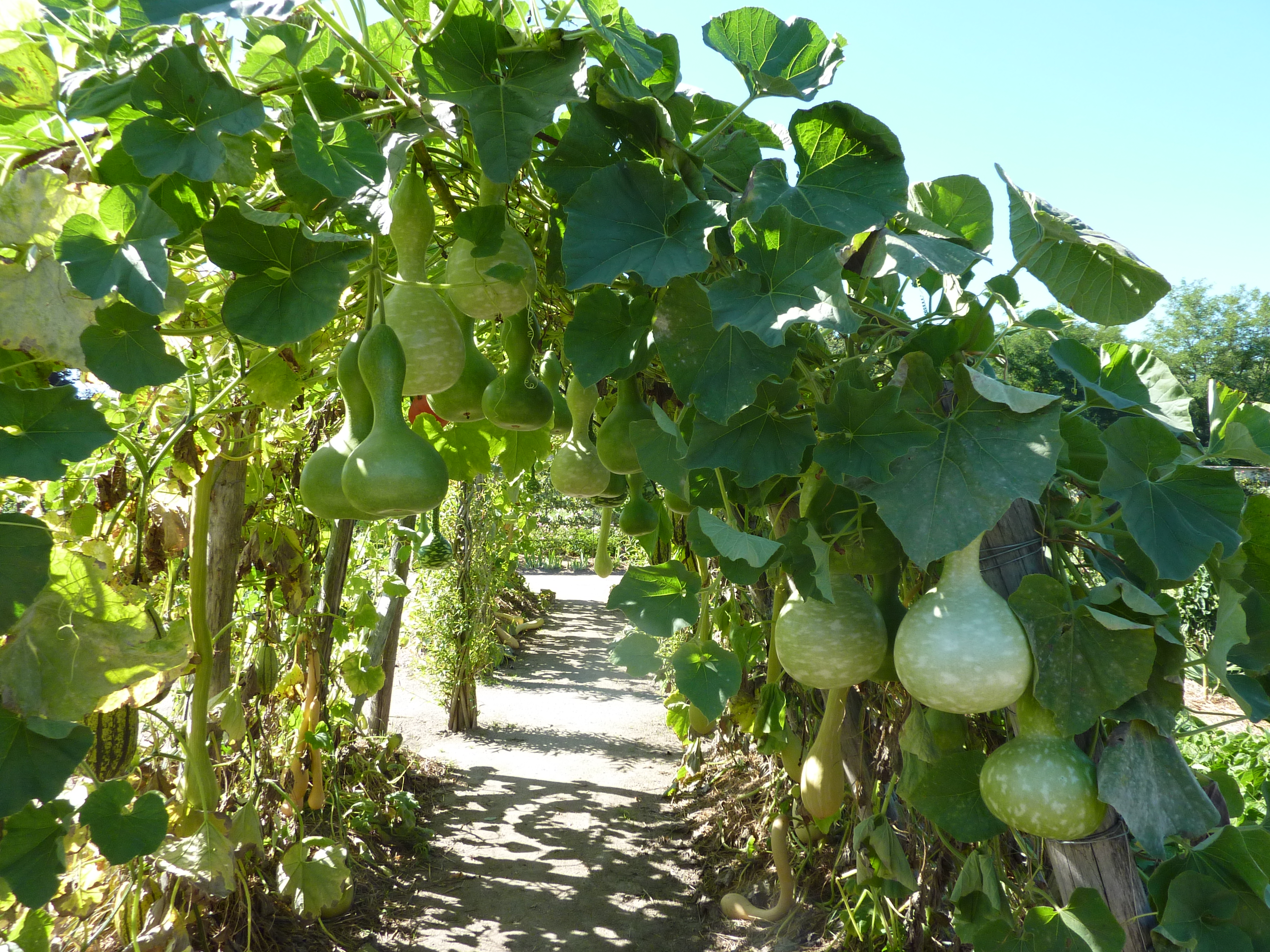
Kürbisse im Nutzgarten
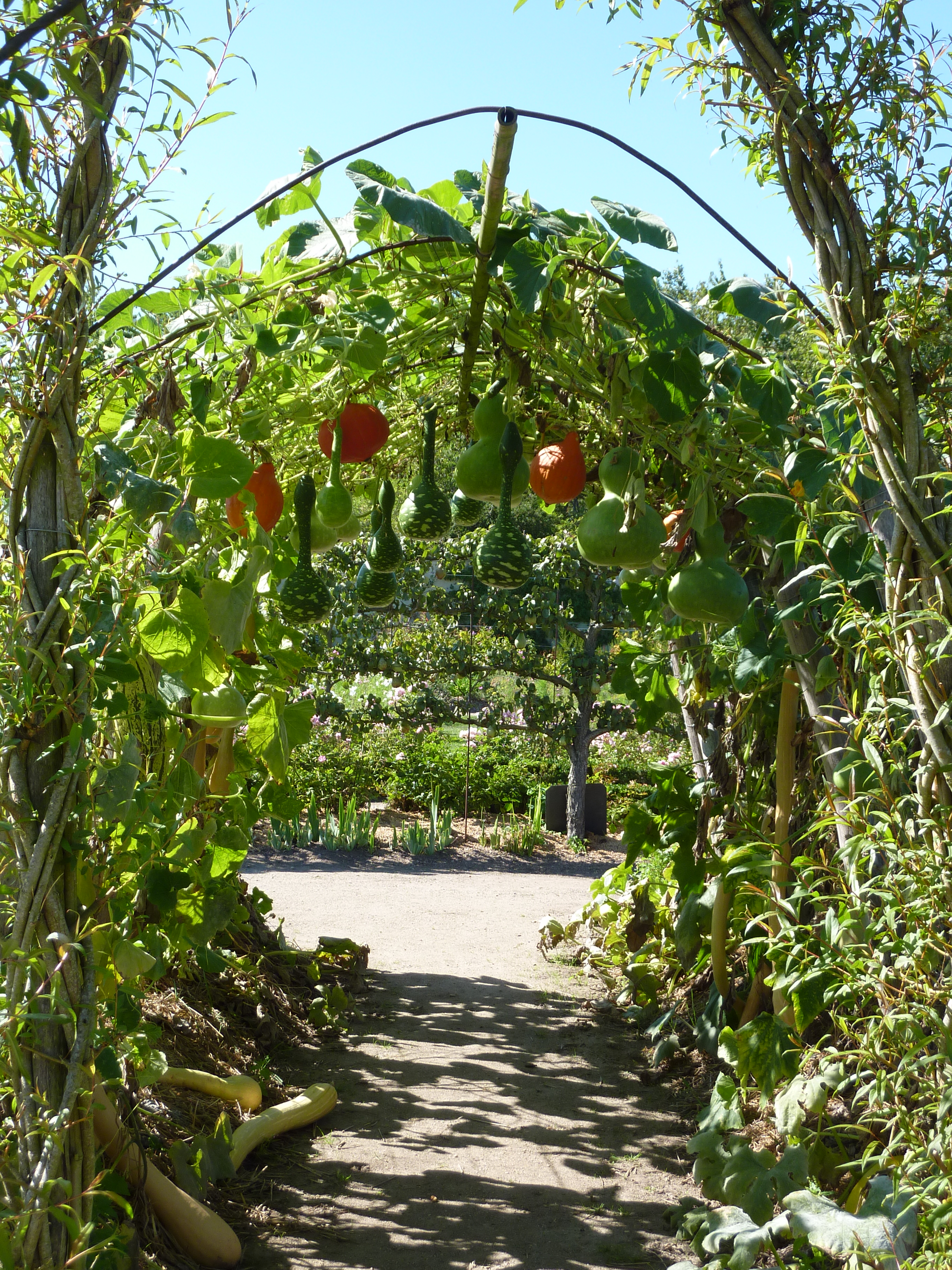
Kürbisse im Nutzgarten
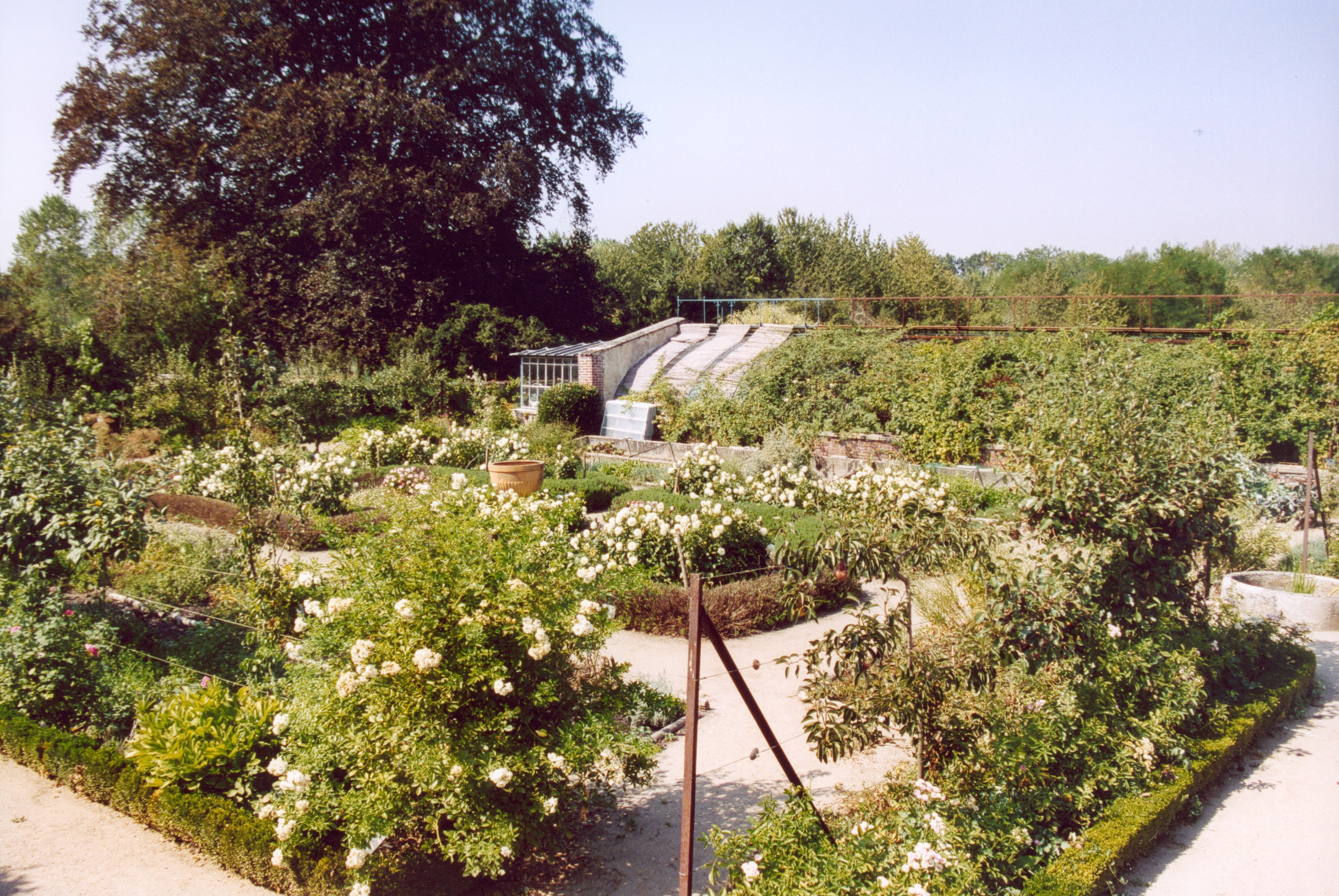
Schnittblumenbeete

## Geschichte
Das heutige Schloss geht auf eine mittelalterliche Gründung der Seigneurs de Feins im 12. Jahrhundert zurück, von denen Étienne de Feins als erstes Familienmitglied 1208 urkundlich genannt wurde. Die damalige Burg sollte die Île-de-France gegen die Burgunder sichern und war Bestandteil eines ganzen Burgengürtels entlang der Grenze dieser beiden Territorien. Zudem kontrollierte die Befestigung die wichtige Handelsstraße zwischen Paris und Lyon. La Bussière war damit eine der wichtigsten Herrschaften der Region.
Per Erbschaft kam der Besitz an das Haus Sancerre, ehe es Étienne Fromont, unter Ludwig XII. Erster Präsident des Parlements von Paris, erbte. Im Jahr 1518 kam das Anwesen schließlich an Jean du Tillet, dessen Familie die folgenden fast 300 Jahre Besitzerin blieb.
1567 flüchteten sich während der Religionskriege 15 katholische Geistliche aus Gien in die Burg von La Bussière, die daraufhin von hugenottischen Truppen belagert wurde. Die Burgbesatzung musste sich schließlich ergeben. Die Geistlichen wurden geköpft und die Burg durch hugenottische Soldaten fast vollständig zerstört. Jean II. du Tillet ließ die zerstörte Anlage noch im 16. Jahrhundert mit veränderter Gestaltung wieder aufbauen. Dabei wurde die einstige Burg zu einem Schloss umgewandelt. Charles du Tillet fügte ihm um 1680 die heutigen Wirtschaftsgebäude hinzu. Sein Nachfahre Jean-Baptiste du Tillet war ein einflussreicher Höfling am Hofe des Sonnenkönigs Ludwig XIV. Unter anderem war er Vorsitzender des Großen Rats (französisch: Grand Conseil). Während seiner Herrschaft wurde La Bussière zum Marquisat erhoben. Anlässlich eines Besuchs der Grande Mademoiselle, Anne Marie Louise d’Orléans, duchesse de Montpensier, ließ er sein Schloss aus- und umbauen. Dazu zählte unter anderem der Bau zweier barocker Eingangspavillons und die Errichtung einer vier Kilometer langen Umfassungsmauer. Zudem gab er die Anlage eines großzügigen Schlossparks in Auftrag, die nach Plänen des Gartenarchitekten André Le Nôtre ausgeführt wurde, und ließ einen etwa sechs Hektar großen Schlossteich ausheben, der die Insel mit dem Logis des Schlosses noch heute umgibt.
Das Schloss La Bussière wurde während der Französischen Revolution konfisziert, nachdem die Familie du Tillet ausgewandert war. Als Nationalgut versteigert, kam die Anlage an den ehemaligen Schlossverwalter der du Tillets, der es seinen einstigen Dienstherren zurückgab, nachdem diese nach Ende der Revolution nach Frankreich zurückgekehrt waren. Aber die Familie konnte das Schloss wegen der hohen Unterhaltskosten nicht halten und verkaufte es an den Holzhändler Lefort, der es 1814 an den Grafen von Chasseval weiterveräußerte. Seine Nachfahren sind noch heute Eigentümer der Anlage. Sie restaurierten nicht nur die Gebäude, sondern ließen ab 1910 auch die barocken Gartenanlagen durch den Landschaftsarchitekten Édouard André wiederherstellen und überarbeiten, ehe sie das Schloss 1962 für Besucher öffneten.

## Heutige Nutzung als Museum

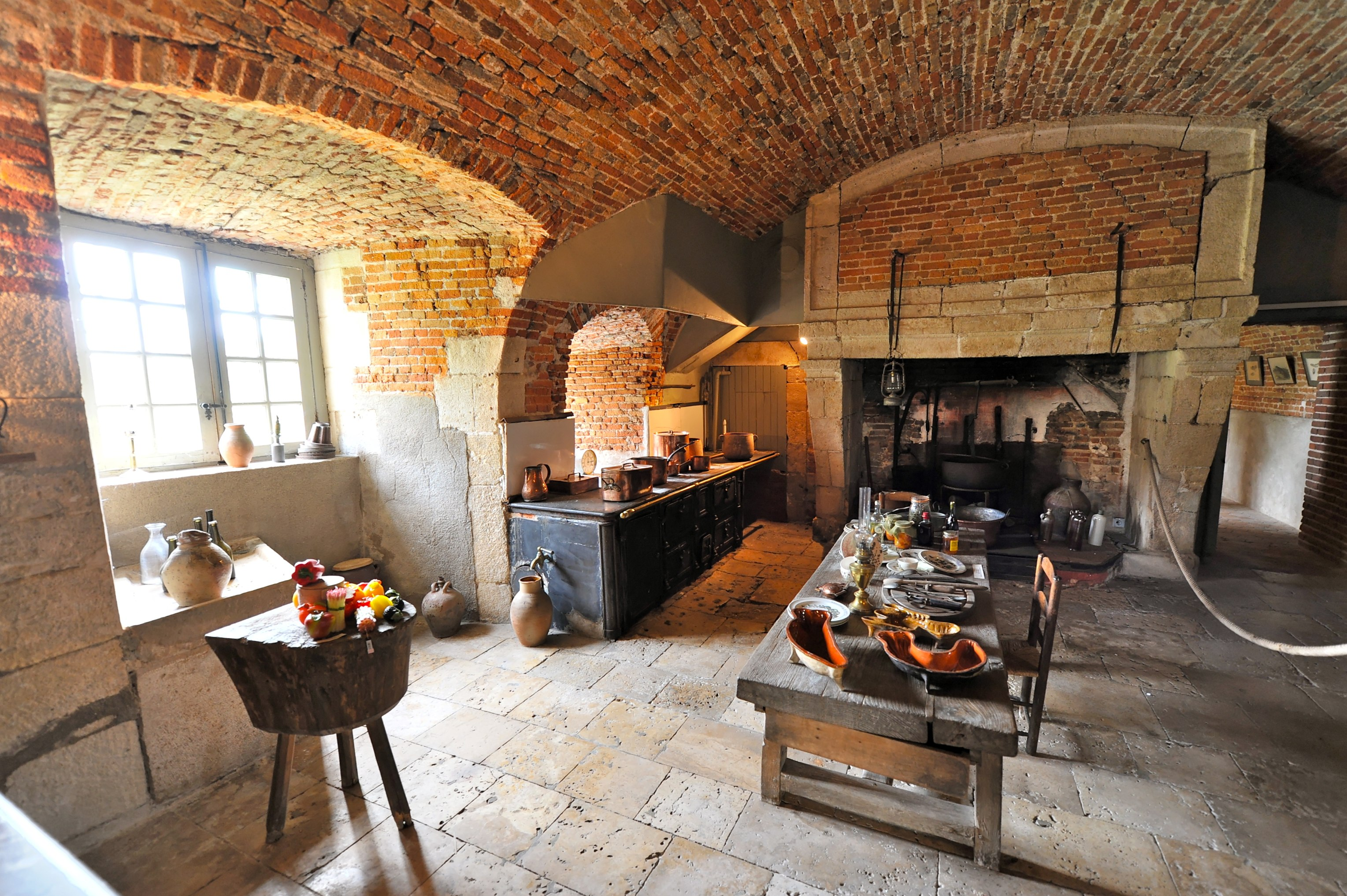
Gewölbeküche

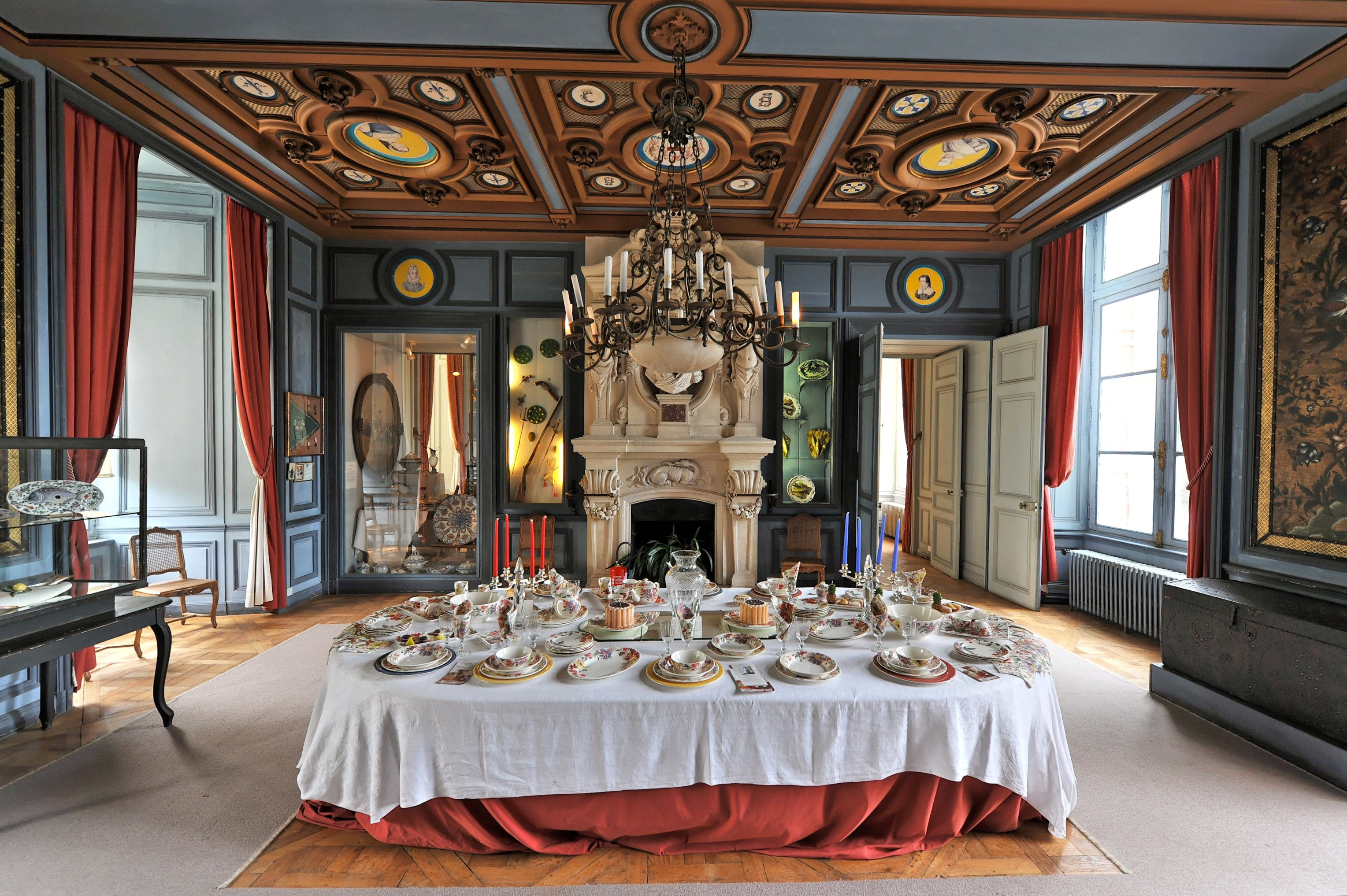
Esszimmer

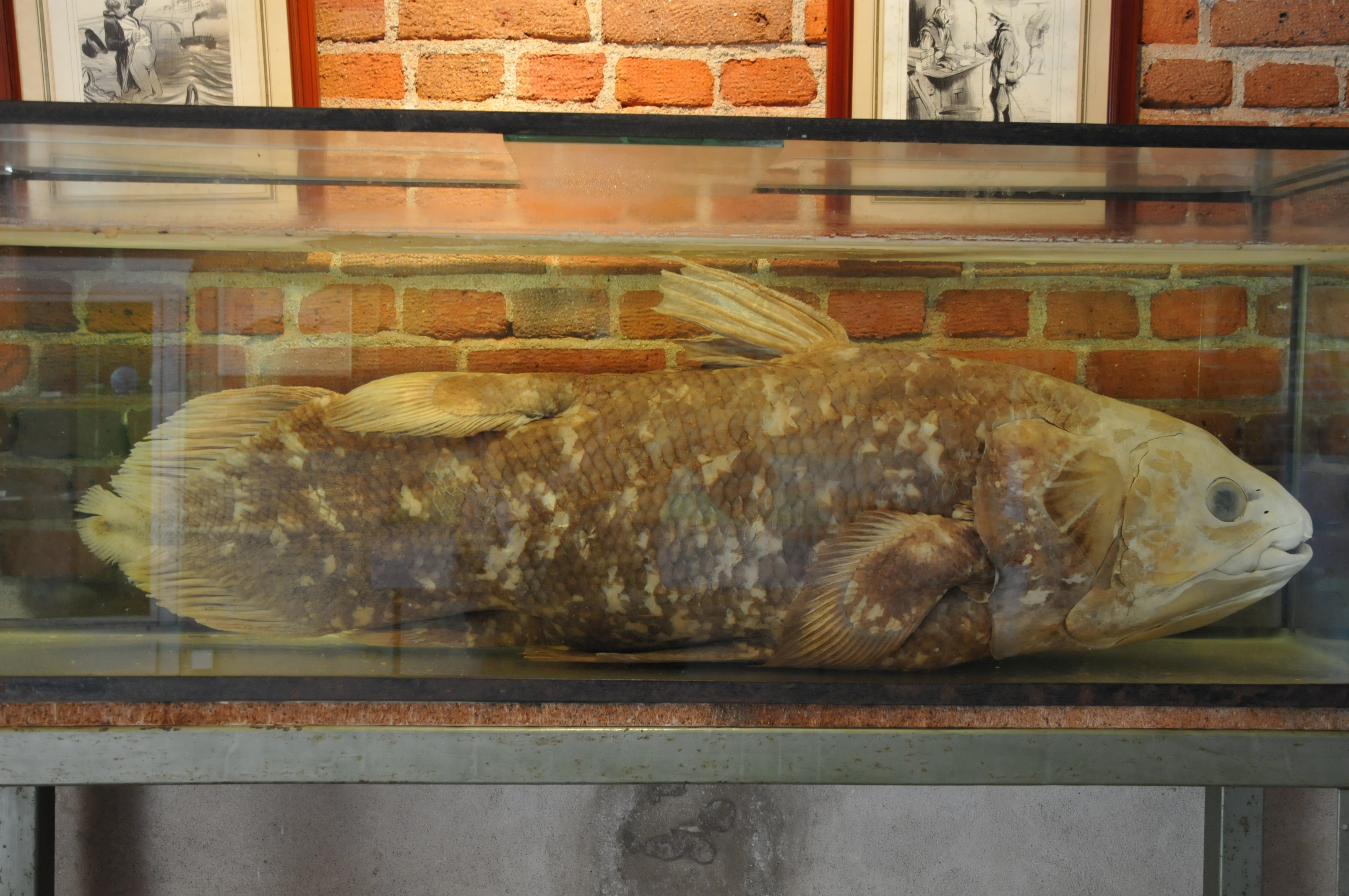
Quastenflosser in der Ausstellung

Henri de Chasseval machte das Schloss 1962 gemeinsam mit seiner Frau der Öffentlichkeit zugänglich und stellte in einigen Räumen seine private Sammlung zur Binnenfischerei aus. Peu à peu wurden immer mehr Räumlichkeiten für die Besichtigung geöffnet. Heute können Schlossbesucher neben der Fischereiausstellung im Logis die Gartenanlagen sowie die Pferdeställe und die Sattlerei in der Vorburg besichtigen.
Die Exponate zum Thema Fischerei werden in zehn Zimmern des Hauptgebäudes präsentiert. Zu den Ausstellungsstücken zählen unter anderem Kunstobjekte wie Fayencen, Porzellan und Gemälde sowie Angelgeräte, alte Dokumente und Fischereierzeugnisse. Besonderheit der Ausstellung ist ein 1,2 Meter langer Quastenflosser, der 1974 vor den Komoren im Indischen Ozean gefangen wurde.
Neben der Fischereiausstellung liegt das Hauptaugenmerk auf der Präsentation der Schlossräume, in denen die Exponate zu sehen sind. Sie besitzen oft noch ihre ursprüngliche Ausstattung sowie ihr originales Mobiliar. Mittelpunkt der mit einem Backsteingewölbe ausgestatteten Kellerräume, von denen ein Teil früher als Weinkeller diente, ist die Schlossküche mit ihrem großen Kamin aus der Zeit Ludwigs XIII. und einem kleinen Backofen. Die dort installierte Wasserpumpe stellte noch bis 1920 die Wasserversorgung für das Schloss dar, während der in der Küche zu sehende Herd mit seinem seitlichen Warmwasserbehälter noch bis 1950 in Betrieb war. Neben der Küche befindet sich die Gesindestube, in der das früher rund 30 Personen umfassende Schlosspersonal den Großteil seiner Arbeiten verrichtete. Heute arbeiten auf dem Anwesen nur noch drei Gärtner und während der Saison drei Schlossführer.
Das Arbeitszimmer ist – wie die meisten Räume des Schlosses – mit Möbeln im Stil des zweiten Empires eingerichtet und präsentiert sich in seiner Ausstattung ebenso einheitlich wie das Boudoir in einem kleinen Ecktürmchen des Hauptgebäudes. Dessen farbenfroher, orientalisch anmutender Stil sowie das Parkett in Form einer Sonne resultieren aus der Tatsache, dass der Raum zur Zeit der französischen Eroberung Algeriens eingerichtet wurde. Weniger homogen ist dagegen die Einrichtung des großen Esszimmers. Während des 19. Jahrhunderts im Stil Louis-treize eingerichtet, besitzt es vier wertvolle Wandbespannungen aus Korduanleder, die im 17. Jahrhundert im belgischen Mechelen gefertigt wurden. Die Zimmerdecke ist ebenfalls im Stil Ludwigs XIII. gehalten und verdankt ihren guten Erhaltungszustand einer Restaurierung im 19. Jahrhundert. Der große um 1860 von Léon de Chasseval entworfene Kamin des Raums vermischt jedoch die Merkmale verschiedener Epochen. Neben dem Salamander-Emblem des französischen Königs Franz I. zeigt er eine Büste Heinrichs IV. sowie die Wappen der Familie Chasseval und Béthune de Sully, um auf die Verwandtschaft der beiden Häuser aufmerksam zu machen.
Eine ebenfalls kunsthistorisch bemerkenswerte Wandbespannung besitzt das ehemalige Billardzimmer. Es handelt sich dabei um eine bemalte Tapete vom Ende des 18. Jahrhunderts aus einem Pariser Atelier. Dazu ist der Raum mit einem Sekretär aus Obstholz im Stil Louis-quatorze möbliert. Im Zimmer finden sich zwei Gemälde mit den Porträts zweier Familienmitglieder: Das aufgestellte Bildnis Jean-Baptiste du Tillets wird Charles Le Brun zugeschrieben, während das an der Wand befindliche zweite Bild Jean-Baptistes Schwiegertochter Jeanne Marguerite Lefèvre d’Ormesson zeigt und von Nicolas de Largillière gemalt worden sein soll.
Jüngster Raum des Logis ist die sogenannte Veranda. Sie wurde dem Gebäude nach venezianischen Vorbildern erst um 1860 angefügt und besitzt zwei große Rundbogenfenster, die den Blick auf den Schlossteich freigeben. Von der späten Bauzeit des Raumes zeugt die dicke, einstige Außenwand, die den Raum heutzutage vom kleinen Salon des Schlosses trennt.